# Glåpen
Glåpen är en sjö i Surahammars kommun i Västmanland och ingår i Norrströms huvudavrinningsområde. Sjön är 2,9 meter djup, har en yta på 2,56 kvadratkilometer och är belägen 63 meter över havet. Vid provfiske har bland annat abborre, braxen, gers och gädda fångats i sjön.

## Delavrinningsområde
Glåpen ingår i det delavrinningsområde (662258-151890) som SMHI kallar för Utloppet av Glåpen. Medelhöjden är 75 meter över havet och ytan är 12,34 kvadratkilometer. Det finns inga avrinningsområden uppströms utan avrinningsområdet är högsta punkten. Vattendraget som avvattnar avrinningsområdet har biflödesordning 5, vilket innebär att vattnet flödar genom totalt 5 vattendrag innan det når havet efter 175 kilometer. Avrinningsområdet består mestadels av skog (69 procent). Avrinningsområdet har 2,55 kvadratkilometer vattenytor vilket ger det en sjöprocent på 20,7 procent.

## Fisk
Vid provfiske har följande fisk fångats i sjön:
- Abborre
- Braxen
- Gärs
- Gädda
- Gös
- Löja
- Mört